# Егон Кренц
Егон Руди Ернст Кренц (Колберг, 19. март 1937) је био политичар у Источној Немачкој и последњи секретар Јединствене социјалистичке партије Немачке (СЕД).

## Биографија
Рођен је 19. марта 1937. године у Колобжегу, данас у Пољској. Породица му је пресељена у Дармгартен 1944. године. Члан СЕД-а постао је 1955. године.
Вршио је многе функције у Источној Немачкој. Био је вођа Пионирске организације Ернст Телман од 1971. до 1974, члан Централног комитета СЕД од 1973, члан Народне коморе од 1971. до 1990. и члан њеног Президијума од 1971. до 1981. године. Био је и вођа Слободне немачке омладине од 1974. до 1983. и члан Државног већа Немачке Демократске Републике.
Године 1983, постао је члан Политбироа ЦК СЕД и секретар ЦК. Наредне године постао је заменик Ериха Хонекера у Државном већу. Био је, после Хонекера, по утицају други најјачи човек у држави.
Након таласа протеста у источној Немачкој, Политбиро СЕД сменио је, 18. октобра 1989, Ериха Хонекера са функције секретара партије и на то место изабрао Егона Кренца. Народна комора изабрала је Кренца за председника Народне коморе (еквивалент председнику државе) и председника Већа народне одбране. Након његовог доласка на власт, Немци су поновно изашли на протесте, тражећи његово смењивање.
Упркос обећањима да ће покренути реформе, опозиција против Кренца је расла. Кренц је убрзо отворио границу Источне Немачке према Чехословачкој. Били су олакшани и услови путовања у Западну Немачку.
Након што је 9. новембра 1989. срушен Берлински зид, Кренц је 18. новембра формирао нову, коалициону владу. Почетком децембра, сви чланови Централног комитета и Политбироа дали су оставку. Дана 6. децембра, Кренц је дао оставку на све функције.
Године 1997, Кренц је осуђен на седам и по година робије због оптужби да је одговоран за смрт четворо људи који су покушали да пређу преко Берлинског зида. Био је оптужен за лажирање избора и остало. Кренц се жалио да суд није узимао на увид тадашње услове Хладног рата, те да није имао много избора. Кренцу је пресуђено 1997. године. Осуду је описао као „победничку правду“.
Робију је служио у затвору у Шпандауу (Берлин). Из затовра је пуштен у децембру 2003, након чега се сместио у Дирхаген (Мекленбург-Западна Померанија).
За разлику од осталих источнонемачких високих функционера, Кренц је остао одан Немачкој Демократској Републици и није променио своја политичка уверења. Неколико пута је описао уједињење Западне и Источне Немачке као Аншлус.

## Цитати
- „Снага победника освећује се над представницима поражених снага“ (Die siegreiche Macht rächt sich an den Vertretern der besiegten Macht)